# Peripsocus stagnivagus
Peripsocus stagnivagus är en insektsart som beskrevs av Chapman 1930. Peripsocus stagnivagus ingår i släktet Peripsocus och familjen sorgstövsländor. Inga underarter finns listade i Catalogue of Life.